# CRCnetBASE
CRCnetBASE — електронна платформа CRC Press.
Платформа — База даних CRCnetBASE заснована CRC Press у 1999 р.
Первинно CRCnetBASE пропонувала дві електронні книжкові колекції, які були присвячені дисциплінам машинобудування та хімії, а також включені онлайн-версії відомих довідників, таких, як Довідник з хімії та фізики та Довідник інженерної механіки.
Станом на 2015 р. містить колекцію електронних книг, яка забезпечує більше 12 000 посилань в більш ніж 350 предметних галузях і більше 40 колекцій. В Базі даних CRCnetBASE є 10 мільйонів сторінок фахових текстів з різних галузей знань.